# 浅茂川村

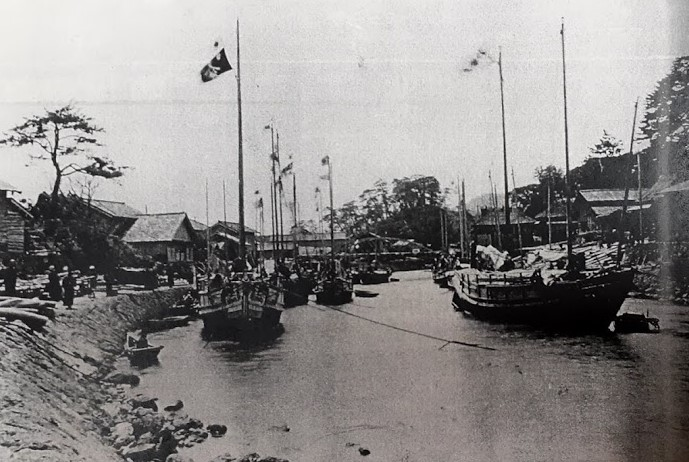
1916年（大正5年）の浅茂川漁港

浅茂川村（あさもがわむら）は、京都府竹野郡にあった村。日本海に面していた。現在の京丹後市網野町の中心部を西と北から取り囲んでいた。

## 地理
- 山岳：高天山
- 河川：福田川
- 湖沼：離湖

## 歴史
- 1889年（明治22年）4月1日 - 町村制の施行により、浅茂川村・下岡村・小浜村の区域をもって発足。
- 1904年（明治37年）1月1日 - 網野町と合併し、改めて網野町が発足。同日浅茂川村廃止。

## 経済
- 浅茂川漁港

## 交通

### 鉄道路線
現在は旧村域に京都丹後鉄道宮豊線の網野駅が所在するが、当時は未開業。